# 新堂 (罗马)

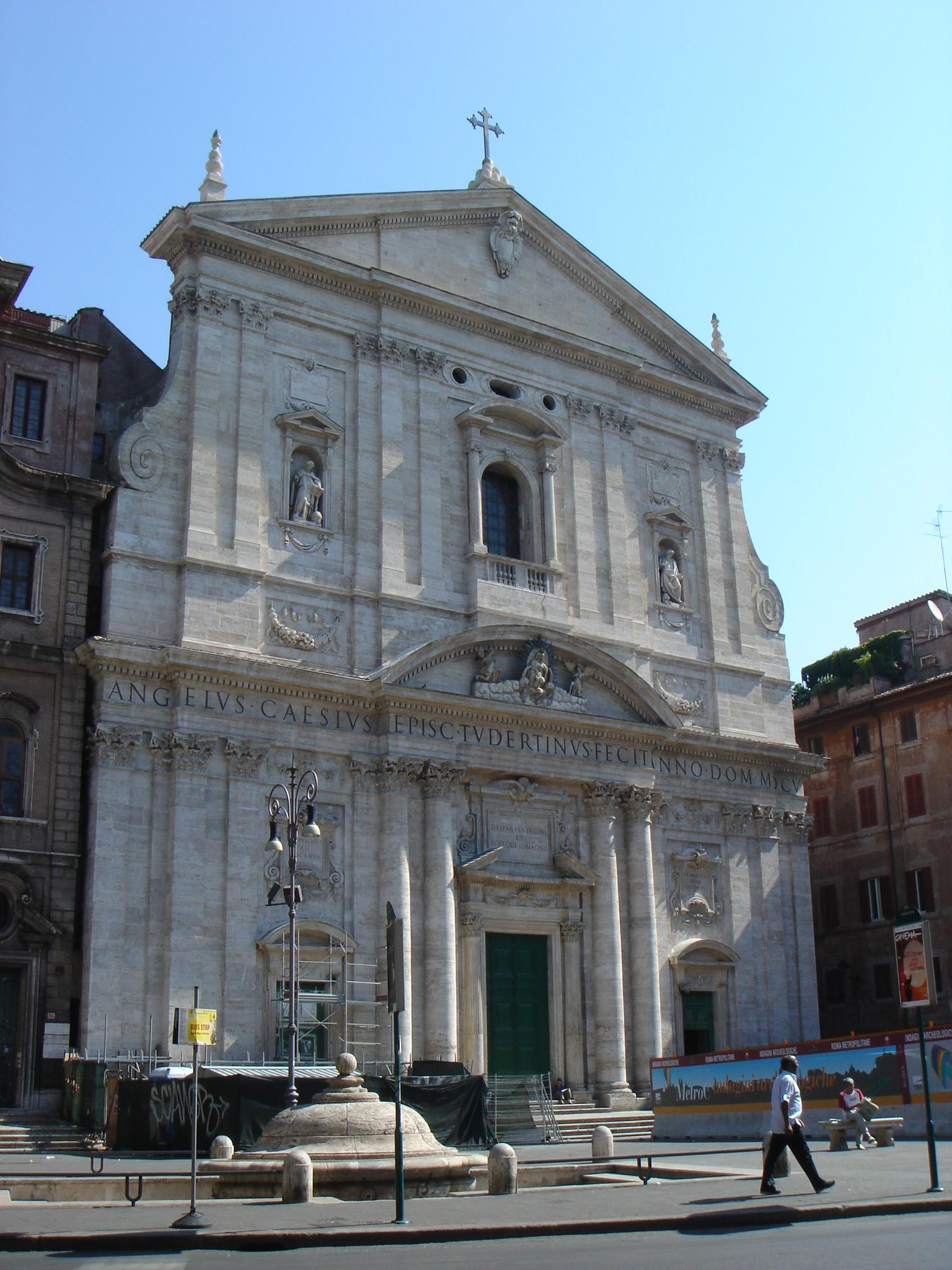
新堂

新堂（義大利語：Chiesa Nuova），又名小谷圣母（Santa Maria in Vallicella），是罗马的一座領銜聖堂，面临主要街道维托里奥·埃马努埃莱大街（Corso Vittorio Emanuele）。1575年，教宗额我略十三世批准了由圣斐理·乃立创立的司鐸祈禱會，将该堂送给他们作为总堂。司鐸祈禱會是16世纪反宗教改革期间出现的许多新的宗教组织之一，例如耶稣会、戴蒂尼會（Theatines）和巴尔纳彼得会（Barnabites）。Pier Donato Cesi枢机及其家族帮助司鐸祈禱會重建了该堂。最初建筑师是Matteo di Città di Castello，后来改为隆吉。中央走道完成于1577年，聖堂在1599年祝圣。立面由Fausto Rughesi设计，完成于1605年或1606年。Cesi 家族的纹章仍可在聖堂内见到。

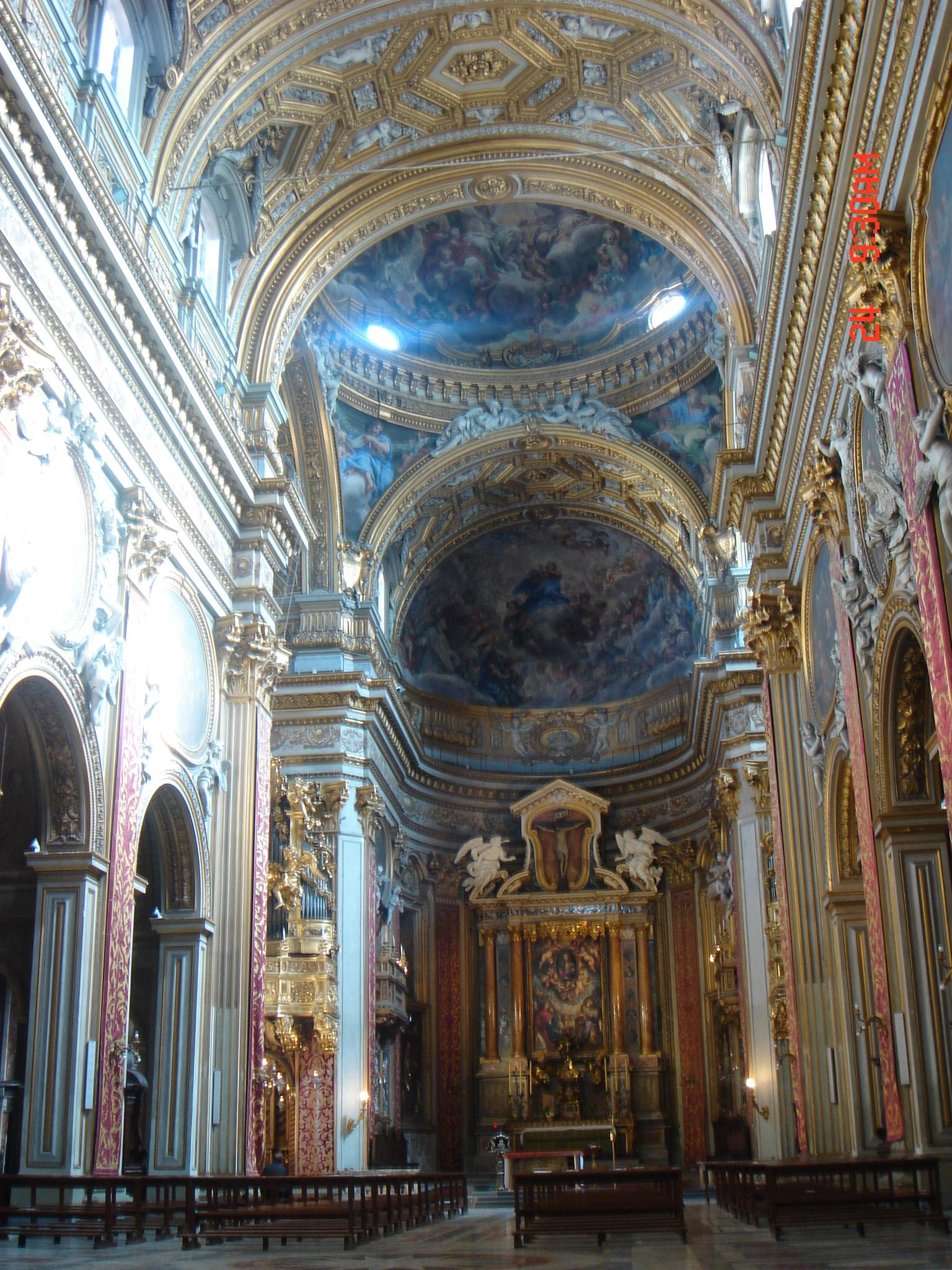
中央走道

聖堂的平面遵循了耶稣堂所确立的反宗教改革聖堂的设计，单一的中央走道通向正祭台，两侧为小堂。乃立将聖堂的内部设计成单纯的白墙，但是充满了捐献的各种艺术品，主要是从1620年至1690年，包括皮得罗·达·科尔托纳和鲁本斯等当时罗马最优秀的艺术家的一些杰作。